# 19504 Vladalekseev
19504 Vladalekseev là một tiểu hành tinh vành đai chính với chu kỳ quỹ đạo là 1890.1407163 ngày (5.17 năm).
Nó được phát hiện ngày 1 tháng 6 năm 1998.